# Emperor: Battle for Dune
Emperor: Battle for Dune – gra komputerowa z serii Dune wyprodukowana przez Westwood Studios oraz wydana 12 czerwca 2001 roku przez Electronic Arts.

## Rozgrywka
Emperor: Battle for Dune jest strategiczną grą czasu rzeczywistego. Fabuła gry została oparta na Diunie, powieści Franka Herberta.
Gracz wciela się w jeden z trzech rodów: Atrydów, Harkonenów lub Ordosów, które walczą o wybrany surowiec i władzę nad wszechświatem.
Gracz może założyć sojusz z innym rodem.
Widok z kamery gry może być zmieniony, oddalony lub przybliżony.
W trybie gry wieloosobowej może uczestniczyć do ośmiu graczy.